# Werner Leins
Werner Leins (* 11. Juli 1912 in Zwerenberg (Neuweiler); † 27. August 1994 in Aachen) war ein deutscher Bauingenieur, Baubeamter und Hochschullehrer.

## Leben
Werner Leins studierte Bauingenieurwesen an der Technischen Hochschule Karlsruhe. 1932 wurde er Mitglied in einem der Vorläufercorps des Corps Friso-Cheruskia Karlsruhe. Nach dem Studium trat er in den Staatsdienst ein und promovierte 1948 an der Technischen Hochschule Stuttgart zum Dr.-Ing. 1959 wurde er Mitarbeiter der Forschungsgesellschaft für das Straßenwesen. In der Folge wurde er im Rang eines Oberregierungsbaudirektors Leiter des Autobahnamts Baden-Württemberg, zuletzt als Ministerialdirektor. Von 1962 bis zu seiner Emeritierung war er ordentlicher Professor für Straßenwesen, Erd- und Tunnelbau der RWTH Aachen und Direktor des Instituts für Straßenwesen. Zwischen 1973 und 1976 leitete er die Abteilung Straßenbau im Bundesministerium für Verkehr.
Hauptschwerpunkt seiner Arbeiten war die technische Gestaltung von Autobahnen. Leins verfasste zahlreiche Aufsätze in wissenschaftlichen Sammelwerken und Zeitschriften. Er gehörte verschiedenen Fachausschüssen für Wissenschaft und Forschung an.

## Schriften
- Neuzeitliche Verfahren im Tunnel- und Stollenbau in Massengesteinen. 1946.
- (zusammen mit Siegfried Velske): Spannungen im bindemittelfreien Unterbau von Straßen unter Verkehrseinwirkung. 1966.
- (zusammen mit Paul Hüning): Straßenunterbauschichten aus ungebrochenem und gebrochenem Grobkies, die mit Kiessand, Splitt und Brechsand verfüllt sind. 1968.
- (zusammen mit Christian Marchand): Fugenbewegungen bei Betonfahrbahnen und ihre Abhängigkeit von der Temperatur bei unterschiedlicher Oberflächenbeschaffenheit der Unterlage. 1977.
- (zusammen mit Olaf Löttgen): Beurteilung der Einsatzmöglichkeiten und Einsatzgrenzen neuzeitlicher Sicherungs- und Ausbauverfahren im Tunnelbau nach bau- und betriebstechnischen Gesichtspunkten. 1980.